# Bande C

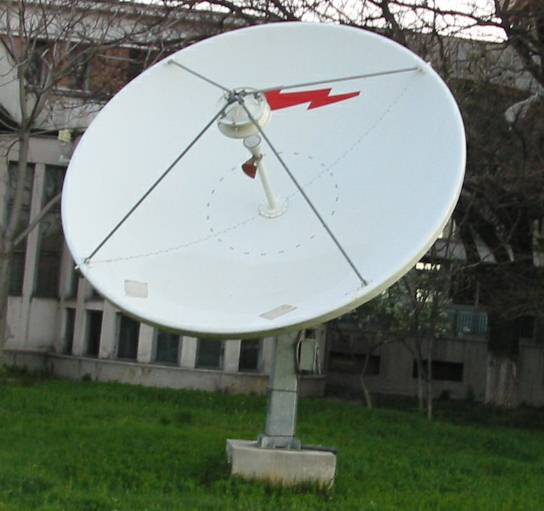
Une antenne satellite pour la bande C.

La bande C est la partie du spectre électromagnétique définie par les fréquences :
- de 3,4 à 4,2 GHz en réception et de 5,725 et 7,075 GHz en émission attribué au service de radiodiffusion par satellite (broadcasting), particulièrement utilisée sur les zones tropicales et faiblement sur les autres zones ;
- de 4 à 8 GHz pour des usages comme les radars météorologiques.

La puissance d'émission qui lui est généralement associée est relativement faible, en comparaison avec la bande Ku par exemple. Elle nécessite donc des paraboles de grande taille pour sa réception (de 2,5 à 3 mètres de diamètre). Cependant, la bande C est moins sensible à la pluie que la bande Ku.
Les radars en bande C sont utilisés dans l'aviation pour prévoir les conditions météorologiques et assurer la sécurité des vols. Ces radars permettent de détecter des phénomènes météorologiques comme les orages, les turbulences ou les nuages de glace.
Les radars bande C sont aussi utilisés en trajectographie. En France, le BEM Monge (bâtiment d'essais et de mesures) possède deux radars bande C de modèle Armor conçus par Thales.
La bande C est également utilisée pour la surveillance des objets spatiaux, comme les satellites et les débris spatiaux. Les radars utilisant cette bande sont capables de détecter de petits objets en orbite basse autour de la Terre. L'utilisation de cette bande dans des applications de défense et de sécurité est stratégique.
Les radars en bande C sont utilisés dans l'aviation pour prévoir les conditions météorologiques et assurer la sécurité des vols. Ces radars permettent de détecter des phénomènes météorologiques comme les orages, les turbulences ou les nuages de glace.